# 廷斯曼 (阿肯色州)
廷斯曼（英語：Tinsman）是一個位於美國阿肯色州卡爾霍恩縣的城鎮。根據2020年美國人口普查，該鎮共人口50人，而該地的面積約為1.37平方千米。

## 地理
廷斯曼的座標為33°37′45″N 92°21′18″W / 33.62917°N 92.35500°W，而該地的平均海拔高度為54米（即177英尺）。